# NGC 7471
NGC 7471 is een niet-bestaand object in het sterrenbeeld Waterman. Het hemelobject werd in 1886 ontdekt door de Amerikaanse astronoom Frank Muller.